# Chylismia
Chylismia Nutt. – rodzaj roślin z rodziny wiesiołkowatych. W jego obrębie znajduje się 15 gatunków. Występuje naturalnie w Stanach Zjednoczonych (Oregon, Idaho, Wyoming, Kalifornia, Nevada, Utah, Kolorado, Arizona i Nowy Meksyk) oraz północno-zachodnim Meksyku. 

## Systematyka
Pozycja systematyczna według APweb (2001...)
Rodzaj należący do podrodziny Onagroideae, rodziny wiesiołkowatych (Onagraceae Juss.), która wraz z siostrzaną grupą krwawnicowatych (Lythraceae) wchodzi w skład rzędu mirtowców (Myrtales). Rząd należy do kladu różowych (rosids) i w jego obrębie jest kladem siostrzanym bodziszkowców.
Wykaz gatunków
- Chylismia arenaria A.Nelson
- Chylismia atwoodii (Cronquist) W.L.Wagner & Hoch
- Chylismia brevipes (A.Gray) Small
- Chylismia cardiophylla (Torr.) Small
- Chylismia claviformis (Torr. & Frém.) A.Heller
- Chylismia confertiflora (P.H.Raven) W.L.Wagner & Hoch
- Chylismia eastwoodiae (Munz) W.L.Wagner & Hoch
- Chylismia exilis (P.H.Raven) W.L.Wagner & Hoch
- Chylismia heterochroma (S.Watson) Small
- Chylismia megalantha (Munz) W.L.Wagner & Hoch
- Chylismia munzii (P.H.Raven) W.L.Wagner & Hoch
- Chylismia parryi (S.Watson) Small
- Chylismia scapoidea (Torr. & A.Gray) Small
- Chylismia specicola (P.H.Raven) W.L.Wagner & Hoch
- Chylismia walkeri A.Nelson